# Neobroomella ciliata
Neobroomella ciliata är en svampart som beskrevs av Petr. 1947. Neobroomella ciliata ingår i släktet Neobroomella och familjen Amphisphaeriaceae.   Inga underarter finns listade i Catalogue of Life.